# Gamsbach (Mur)
Der Gamsbach  ist ein rechter Nebenfluss der Mur im österreichischen Bundesland Steiermark.

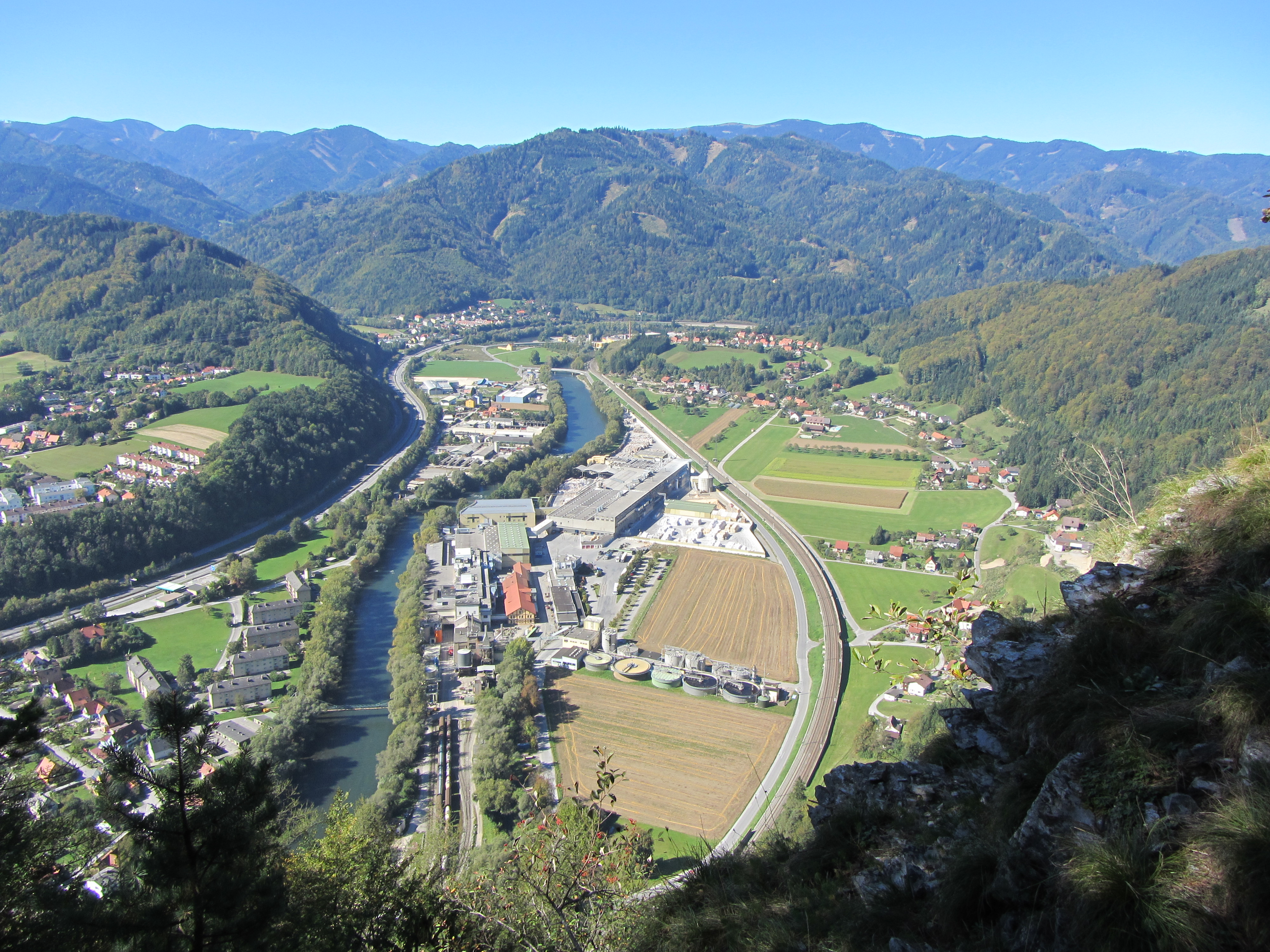
Das Murtal bei Frohnleiten, das Tal links ist das Gamsbachtal

## Name
Der Gamsbach wird 1230 als Gemze erstmals urkundlich erwähnt. Der Name leitet sich vom slawischen *Kamenica ab und bedeutet 'Steinbach'.

## Verlauf
Der Gamsbach entspringt im Gebiet der Gleinalpe und fließt in östlicher Richtung durch den Gamsgraben. Das enge Tal weitet sich ab dem Ort Gams, hier wird das Tal auch als „Vordere Gams“ bezeichnet. Im Ortsteil Rothleiten der Stadt Frohnleiten mündet der Gamsbach in die Mur.
Das Einzugsgebiet des Gamsbachs liegt in der Gemeinde Frohnleiten.

## Nebenbäche
Das Einzugsgebiet des Gamsbachs umfasst 55,99 Quadratkilometer. Die wichtigsten Nebenbäche sind:
| Name                       | Mündungsseite | Mündungsort     | Einzugsgebiet in km² |
| -------------------------- | ------------- | --------------- | -------------------- |
| Rieglerbach                | links         |                 | 06,22                |
| Priwallerbach              | links         |                 | 01,94                |
| Lehmbach                   | links         | Lehmbacherhütte | 01,34                |
| Golleitenbach              | links         | Sagmeister      | 01,23                |
| Pöllabach                  | rechts        | Gams            | 20,65                |
| Hirzybach (Klagenbach)     | rechts        | Schweighof      | 02,47                |
| Rathlosbach (Ratlosgraben) | rechts        | Vordere Gams    | 07,07                |